# Are You Ready (AC/DC)
Are You Ready è un singolo  degli AC/DC, estratto dall'album di successo della band del 1990, The Razors Edge.
Il video musicale di questa canzone, diretto da David Mallet, mostra dei prigionieri che assistono ad un mini-concerto degli AC/DC nel loro carcere. Un prigioniero si sta vestendo per prepararsi per la band a cantare la canzone. Le guardie rasano la sua testa quasi calva, lasciando dei capelli che formano il logo degli AC/DC, uno simile alla copertina del nastro del video musicale della band, Clipped.
I Roadhouse 66 la ritengono una tra le migliori canzoni mai scritte.
La canzone è nata per il numero 16 di Mainstream Rock Tracks.
Dal 2019 viene usata come sigla dello show WWE SmackDown.

## Formazione
- Brian Johnson - voce solista
- Angus Young - chitarra solista
- Malcolm Young - chitarra ritmica, coro
- Cliff Williams - basso, coro
- Chris Slade - batteria